# Kuristiku

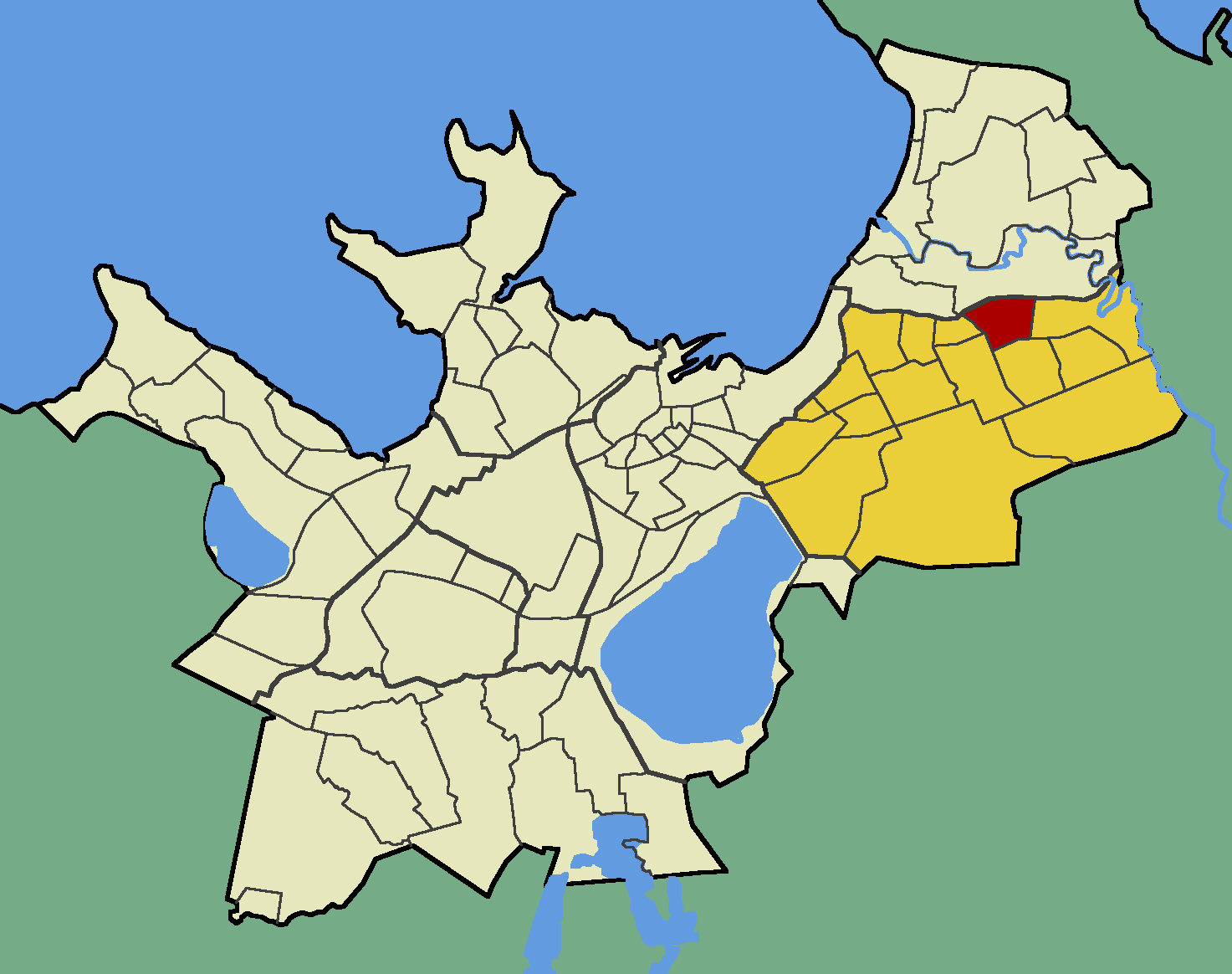
Der Bezirk Kuristiku (rot) im Tallinner Stadtteil Lasnamäe (gelb)

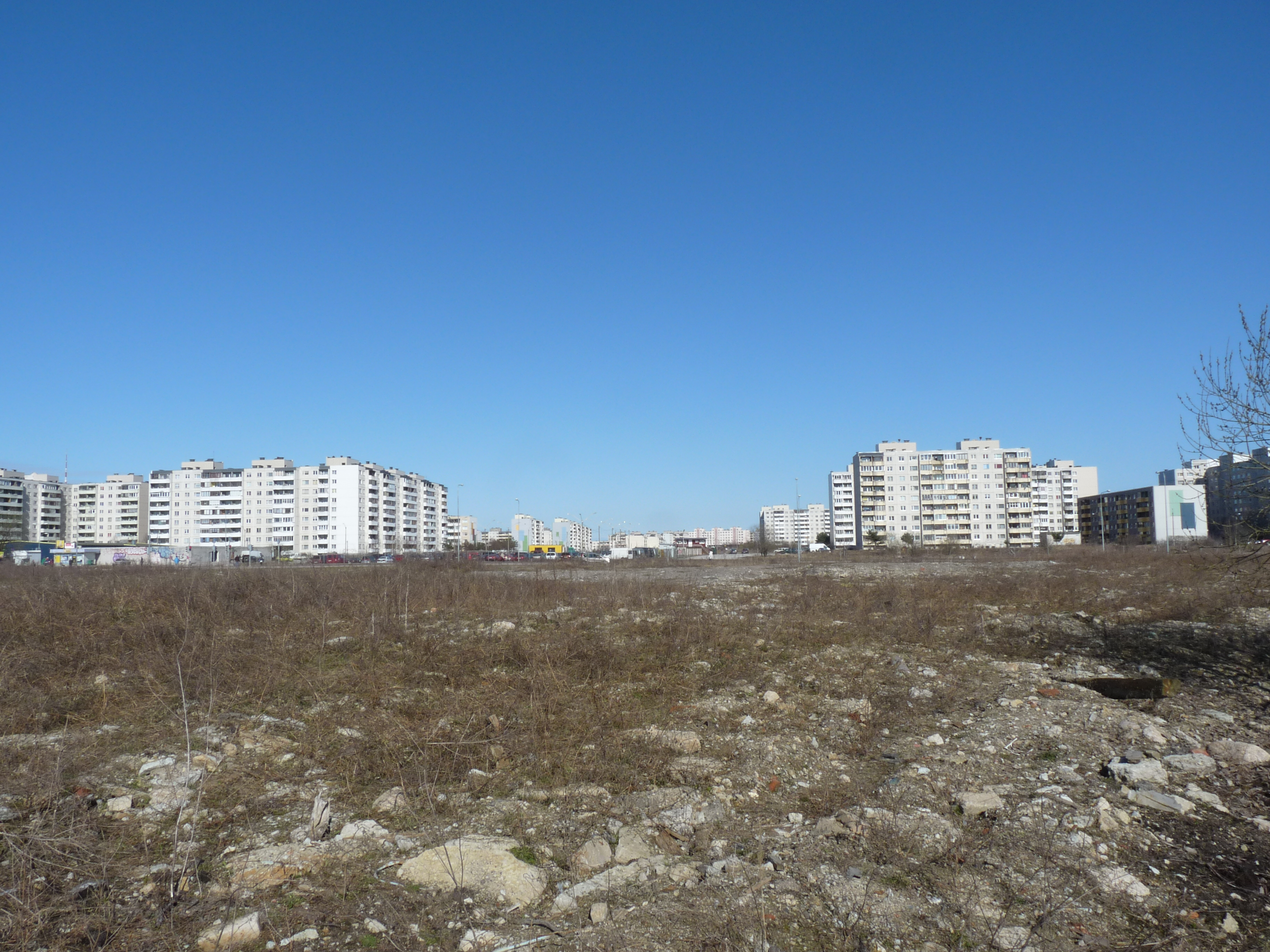
Wohnhäuser in Kuristiku

Kuristiku (zu Deutsch „Felsenkluft“) ist ein Bezirk (estnisch asum) der estnischen Hauptstadt Tallinn. Er liegt im Stadtteil Lasnamäe (deutsch „Laaksberg“).

## Beschreibung
Der Stadtbezirk hat 11.024 Einwohner (Stand 1. Mai 2010). Er befindet sich am nördlichen Rand des Kalkstein-Plateaus Lasnamäe.
Der Bezirk entstand auf dem Gelände des früheren Dorfes Kuristiku. Das Stadtbild wird heute beherrscht von Plattenbau-Hochhäuser im sowjetischen Stil, die in den 1970er und 1980er Jahren aus dem Boden gestampft wurden. Die Mehrheit der Bevölkerung ist wie in ganz Lasnamäe russischsprachig.